# MS MR
MS MR (vyslovováno Miz Mister) je americké indie popové duo založené v New Yorku v roce 2011. Duo tvoří zpěvačka Lizzy Plapinger a producent Max Hershenow. Jejími mateřskými vydavateli jsou IAMSOUND a Columbia Records. Lizzy Plapinger je dále známá jako spoluzakladatelka newyorsko/londýnského nezávislého hudebního vydavatelství Neon Gold Records.

## Kariéra

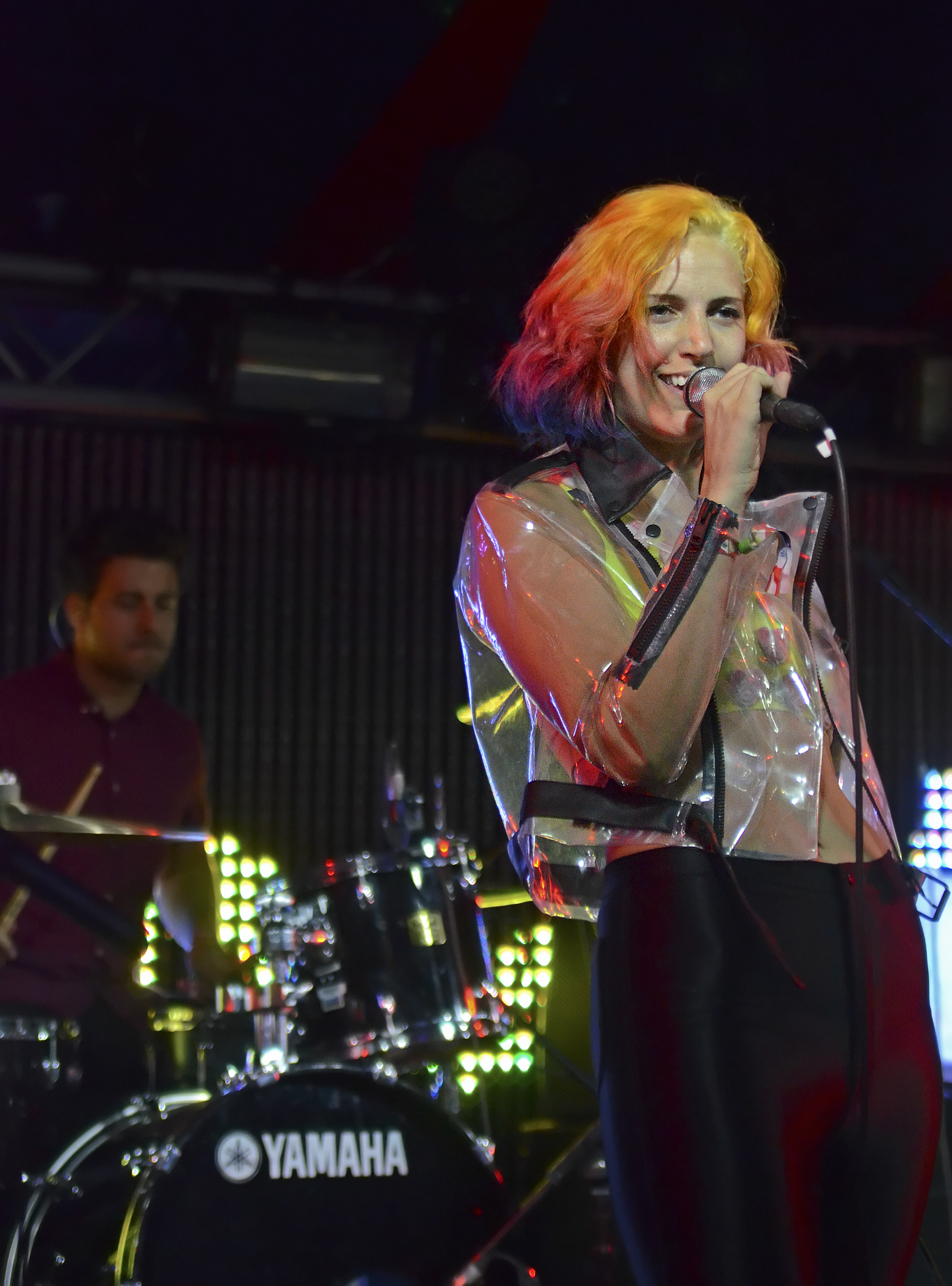
Koncert na festivalu Glastonbury

Poté, co oba členové skupiny promovali v roce 2010 z Vassar College, MS MR vydali dva singly, "Hurricane" a "Fantasy". Hudební videoklip pro debutový singl "Hurricane" vyšel 26. dubna 2012, samostatný singl byl vydán na iTunes 10. července 2012. Mnoho hudebních kritiků vyzdvihovalo jeho "staromódní" zvuk. Skladba se umístila na 38. místě německé hitparády.
Píseň "Hurricane" poté vyšla na jejich debutovém EP, Candy Bar Creep Show, společně se skladbami "Bones", "Dark Doo Wop" a "Ash Tree Lane". První EP Candy Bar Creep Show bylo vydáno 14. září 2012.
Hudební video k písni a jejich druhému singlu "Fantasy" vyšlo 4. února 2013. Později byla skladba dostupná také na iTunes.
Debutové studiové album s názvem Secondhand Rapture bylo vydáno 14. května 2013.

## Hudební styl
MS MR byli již nespočetněkrát přirovnáváni ke kapele Florence and the Machine, zpěvačce Laně Del Rey a k hudebníkovi se jménem Kavinsky.

## Komercializace
Již 4 skladby skupiny ("Salty Sweet", "Hurricane", "This Isn't Control" a "Bones") byly během roku 2013 užity v televizním seriálu Prolhané krásky.
Písně "Salty Sweet" a "Bones" zazněly v 9. řadě populárního amerického seriálu Chirurgové.
Song "Bones" byl použit v reklamní upoutávce na 3. řadu televizního seriálu Hra o trůny, zároveň zazněl i v upoutávce na nový seriál stanice TNT s názvem Cold Justice.
Písně "Hurricane", "Dark Doo Wop" a "Bones" se objevily v novém americkém seriálu The Original, který vysílá stanice The CW.
Píseň "All The Things Lost" byla použita ve traileru pro film Room natočený irským režisérem Lenny Abrahamsonem.

## Diskografie

### Studiová alba
| Název              | Detaily alba                                                                              | Nejvyšší umístění v hitparádě | Nejvyšší umístění v hitparádě | Nejvyšší umístění v hitparádě | Nejvyšší umístění v hitparádě |
| Název              | Detaily alba                                                                              | AUS                           | UK                            | GER                           | SWI                           |
| ------------------ | ----------------------------------------------------------------------------------------- | ----------------------------- | ----------------------------- | ----------------------------- | ----------------------------- |
| Secondhand Rapture | - Vydáno: 14. května 2013 - Formáty: CD, LP, ke stažení - Vydavatelství: Columbia Records | 22                            | 65                            | 36                            | 51                            |

### EP
| Název                | Detaily alba                                                                                        | Seznam skladeb                                             |
| -------------------- | --------------------------------------------------------------------------------------------------- | ---------------------------------------------------------- |
| Candy Bar Creep Show | - Vydáno: 14. září 2012 - Formáty: CD, vinylová deska, ke stažení - Vydavatelství: IAMSOUND Records | - "Bones" - "Hurricane" - "Dark Doo Wop" - "Ash Tree Lane" |

### Singly
| 2012                                                                              | "Hurricane"    | —  | 31 | 38 | — | 19 | Secondhand Rapture |
| 2013                                                                              | "Fantasy"      | 77 | 48 | —  | — | —  | Secondhand Rapture |
| 2013                                                                              | "Think of You" | —  | —  | —  | — | —  | Secondhand Rapture |
| "—" označuje singl, který se v hitparádě neobjevil, nebo nebyl v dané zemi vydán. |                |    |    |    |   |    |                    |

### Ostatní skladby
| 2012                                                                              | "Bones" | 158 | Secondhand Rapture |
| "—" označuje singl, který se v hitparádě neobjevil, nebo nebyl v dané zemi vydán. |         |     |                    |

### Hudební videoklipy
| Název                  | Rok  | Režie         |
| ---------------------- | ---- | ------------- |
| "Ash Tree Lane (Demo)" | 2011 | –             |
| "Hurricane"            | 2012 | –             |
| "Bones" Lyric Video    | 2012 | –             |
| "Dark Doo Wop"         | 2012 | –             |
| "Ash Tree Lane"        | 2012 | –             |
| "Fantasy"              | 2013 | Austin Peters |
| "Hurricane"            | 2013 | Luke Gilford  |
| "Think of You"         | 2013 | Brthr         |